# Zwierzyniec (Kraków)
Zwierzyniec là một trong 18 quận của Krakow, nằm ở phía tây của thành phố. Cái tên Zwierzyniec xuất phát từ một ngôi làng cùng tên hiện là một phần của huyện.
Theo Tổng cục Thống kê Trung ương dữ liệu, diện tích của huyện là 28,73 kilômét vuông (11,09 dặm vuông Anh) và 20 454 người sinh sống ở Zwierzyniec.

## Phân khu của Zwierzyniec
Zwierzyniec được chia thành các phân khu nhỏ hơn (osiedles). Đây là danh sách của họ.
- Sinh học
- Chełm
- Olszanica
- Półwsie Zwierzynieckie
- Przegorzały
- Salwator
- Wola Justowska
- Zwierzyniec
- Zakamycze